# Radiometer

Ein Radiometer ist ein Detektor zur Messung der Bestrahlungsstärke. Der Begriff Radiometer wird jedoch nicht nur für ein Funktionsprinzip verwendet.
Die von William Crookes erfundene Lichtmühle – ein sich bei Beleuchtung drehendes Flügelrad – misst nicht den mechanischen Strahlungsdruck des Lichtes, sondern wird durch thermische Molekularbewegung angetrieben. Das Innere des Glaskolbens ist weitgehend evakuiert.

## Funktion einer Lichtmühle
Die Gasmoleküle im Radiometer stoßen ständig mit den Flügeln des Radiometers zusammen. Wenn ein Teilchen auf der Oberfläche und ein Gasmolekül aufeinander treffen, hängt es von deren Energie ab, in welche Richtung Impuls und Energie übertragen wird.
Ist die Oberfläche eines Flügels wärmer als das Gas, dann nimmt ein stoßendes Gasteilchen einen Teil des Impulses von einem Teilchen der Flügelfläche auf. Der dabei auftretende Rückstoß treibt Gasteilchen und Flügel auseinander. Bei gleichmäßig gefärbten Flügeln heben sich die Impulse der Teilchen, die von allen Seiten stoßen, auf. Der Flügel bewegt sich dann nicht.
Ist eine Seite wärmer als die andere, so ist der Impuls, den das stoßende Gasteilchen beim Rückprall mitnimmt, auf der wärmeren Seite größer als auf der kälteren Seite. Diesen Temperaturunterschied erreicht man, wenn eine Seite die Strahlung stärker absorbiert als die andere. Bei sichtbarem Licht kombiniert man dazu üblicherweise eine schwarze Flügelseite mit einer weißen oder spiegelnden Flügelfläche.
Bei einer reibungsarmen Lagerung und genügend Licht setzt sich das Radiometer in Bewegung.
Der Effekt zeigt folgende Besonderheiten:
- Die dunkle Seite, die die Strahlung stärker absorbiert, dreht sich vom Beobachter weg.
- Das Radiometer dreht sich auch bei diffuser Strahlung.
- Die beste Leistung zeigt sich, wenn der Gasdruck im Radiometer im Bereich des Feinvakuums liegt, hier bei etwa ein bis zehn Pascal.

Die Radiometerkraft steigt mit wachsender Teilchenzahl, aber nur so lange, wie die freie Weglänge der Gasmoleküle groß im Vergleich zur Größe des Radiometers ist. Steigt die Teilchenzahl weiter, können sie – aufgrund der sich verkürzenden Weglänge – den Impuls nicht mehr weit genug vom Flügel wegtragen.
Der Effekt wird in der Fachliteratur als „Radiometereffekt“ bezeichnet.

## Andere Geräte
Im Gegensatz zum Radiometer misst ein ähnlicher, ungefähr gleichzeitig entstandener, jedoch weitaus sensitiverer Aufbau von Ernest Fox Nichols tatsächlich direkt den mechanischen Strahlungsdruck von Licht. Das gilt ebenso für ein um diese Zeit entwickeltes Experiment von Pjotr Nikolajewitsch Lebedev. Bei diesen Experimenten muss der Raum um das Flügelrad wesentlich stärker evakuiert sein und die mechanische Aufhängung muss sehr reibungsarm erfolgen.